# Silla (Espagne)
Pour les articles homonymes, voir Silla.
Silla (en valencien et en castillan) est une commune de la province de Valence, dans la Communauté valencienne, en Espagne. Elle est située dans la comarque de l'Horta Sud et dans la zone à prédominance linguistique valencienne. Sa population s'élevait à 18 834 habitants en 2013.

## Géographie

Localisation de Silla
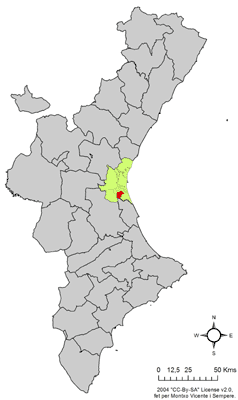
dans la Communauté valencienne.
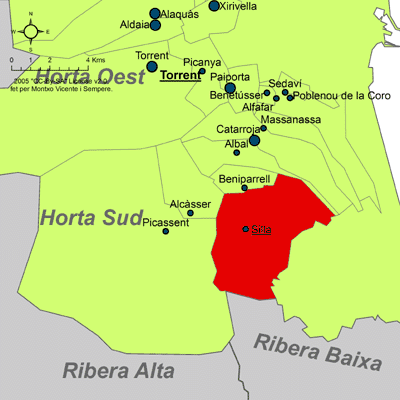
dans la comarque de l'Horta Sud.

### Localités limitrophes
Le territoire municipal de Silla est voisin de celui des communes suivantes :
Picassent, Alcàsser, Beniparrell, Albal, Valence, Almussafes et Sollana, toutes situées dans la province de Valence.

## Démographie
| 1900  | 1910  | 1920  | 1930  | 1940  | 1950  | 1960  | 1970   | 1981   | 1991   | 2000   | 2005   |
| ----- | ----- | ----- | ----- | ----- | ----- | ----- | ------ | ------ | ------ | ------ | ------ |
| 4.421 | 4.973 | 6.243 | 6.732 | 6.639 | 7.117 | 7.768 | 10.090 | 16.145 | 16.525 | 15.614 | 17.546 |

## Administration
Liste des maires, depuis les premières élections démocratiques.
| Législature | Nom du Maire                                            | Parti politique |
| ----------- | ------------------------------------------------------- | --------------- |
| 1979-1983   | Alberto Vedreño, démission en septembre 1979            | PSPV-PSOE       |
| 1983-1987   | Lluis Martinez Benaches                                 | PSPV-PSOE       |
| 1987-1991   | Lluis V. Martinez Benaches, démission en septembre 1989 | PSPV-PSOE       |
| 1991-1995   | Francesc Baixauli                                       | PSPV-PSOE       |
| 1995-1999   | Francesc Baixauli                                       | PSPV-PSOE       |
| 1999-2003   | Teresa Badenes                                          | EU              |
| 2003-2007   | Josep L. Pitarch i Tortajada                            | BNV             |
| 2007-2011   | Francesc Baixauli Mena                                  | PSPV-PSOE       |

## Personnalités liées
- Vicente Amigó (né en 1954), footballeur espagnol y est né

### Sources
- (es) Cet article est partiellement ou en totalité issu de l’article de Wikipédia en espagnol intitulé « Silla (Valencia) » (voir la liste des auteurs).